# Даниил (епископ Суздальский)
Епископ Даниил (? — 1363) — епископ Суздальский.
До периода вступления на архипастырский пост о жизни и деятельности епископа Даниила сведений не сохранилось.
2 марта 1330 году на Соборе в Суздале, в котором участвовали митрполит Феогност, епископ Ростовский Антоний, епископ Сарайский Софония и епископ Рязанский Григорий, иеромонах Даниил был выбран из 3 кандидатов на Суздальскую кафедру и хиротонисан во епископа.
По данным В. Н. Татищева сразу же по вступлении на Суздальскую кафедру он начал дело о возврате ему сёл, которыми раньше владели суздальские архиереи, но при закрытии кафедры они были переданы во владение князю и остались за ним при восстановлении епархии. Преосвященному Даниилу в его требовании было отказано, тогда он простёр свой гнев на княжеских бояр и отлучил их от Церкви. За такие действия он и сам был отлучен митрополитом Феогностом.
В 1351 году, по просьбе князя, митрополит снял отлучение с епископа Даниила, и тот возвратился в Суздаль в прежнем сане. В 1352 году преосвященный Даниил удалился на покой. Скончался в 1363 году в Суздале во время мора, охватившего Северо-Восточную Русь зимой 1362/1363 годов.